# Atores não estatais violentos no mar

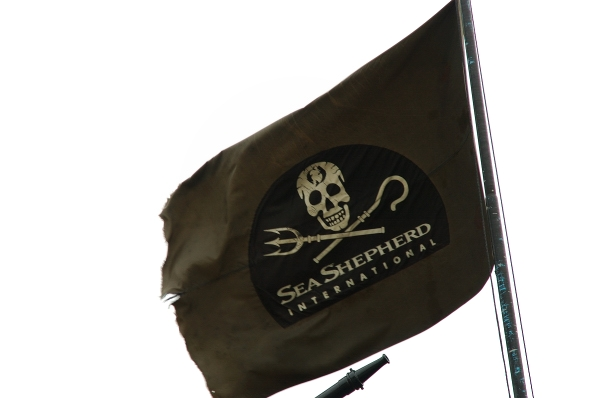
A frota de navios da Sea Shepherd, Marinha de Netuno, tem um histórico de abalroar navios baleeiros como forma de ação direta

Atores não estatais violentos no mar denominam todos os atores não estatais violentos que se envolvem em violência ou guerra naval, anfíbia ou litorânea.
Atores não estatais violentos no mar podem ser verdadeiras marinhas, como os Tigres do Mar, uma das marinhas não estatais de maior sucesso no século XX, mas também podem ser outros atores, como os piratas que assumem um papel semelhante ao da marinha no lugar de um Estado fracassado, ou atores não maliciosos, como a Marinha de Netuno. Este último é um exemplo de um ator não-estatal violento e não armado no mar, pois, uma vez que, no entanto, eles se envolveram em violência. Tanto a Marinha de Netuno quanto os piratas também são exemplos de atores não estatais cujo papel é uma questão de perspectiva. A Marinha de Netuno acredita ser ambientalista, enquanto a ICRW e o governo japonês os rotulam como terroristas. Da mesma forma, piratas na costa da Somália afirmam ser "combatentes da liberdade" defendendo as águas somalis da poluição e do acesso estrangeiro.

## Atores não estatais terroristas no mar
Alguns autores em segurança marítima apontam o atentado ao USS Cole em 2000 como um momento crucial do terrorismo marítimo. Este ataque precedeu os ataques de 11 de setembro como um exemplo de um ataque direto e obviamente malicioso contra um Estado por um ator não estatal. Os atentados também se tornaram cruciais para as empresas de segurança privada: na sequência do ataque, a Blackwater (agora Academi) assinou seu primeiro contrato com as Forças Armadas dos Estados Unidos. Atores não estatais terroristas no mar também foram associados a piratas. A OTAN concluiu em 2010 que o terrorismo poderia estar ligado à pirataria e à pesca ilegal. Isso tem sido criticado, no entanto, por outros autores, que acreditam que uma relação entre piratas e terroristas não traz benefícios mútuos.

## Empresas militares privadas no mar
Atores não estatais como a Academi estiveram ou estão na posse de embarcações como NOAAS McArthur, mas a maioria fornece serviços que entregam pessoal armado a bordo de navios de carga. Alguns autores argumentam que, como as empresas de segurança privada são compostas em grande parte por militares aposentados de países industrializados/ocidentais, e porque também colaboram com os mesmos países, elas são percebidas apenas como uma ferramenta de extensão para governos liberais se envolverem em conflitos, ou pelo menos no mínimo, elas funcionam com base na legitimidade emprestada de seus países parceiros. Isso pode implicar que, embora sejam atores tecnicamente não estatais, eles se beneficiam de serem percebidos como diretamente relacionados a um Estado.